# Bajazid (Racine)
Bajazid (Bajazet, eredeti francia nyelven) Jean Racine drámája, bemutatva 1672. január 5. Bourgogne-palota, Párizs.

## A drámáról
Az 1670-es évek elején eltávolodott Racine az antikvitás témáitól, a keleti despotizmusból merített ihletet. Bajazid c. drámája Racine korabeli dráma, de Párizshoz képest a távoli IV. Murád török szultán udvarába visz el bennünket. Elég meglepő, hogy egy drámaíró nagyon közeli, majdnem kortárs témát ábrázol, érzi ezt Racine, s észszerű magyarázattal szolgál:
„Néhány olvasó bizonyára csodálkozik azon, hogy ilyen friss eseményt valaki színpadra mer alkalmazni, de nem találtam semmi olyan okot a drámaköltészet szabályaiban, ami eltántoríthatott volna vállalkozásomtól. Valójában magam sem tanácsonám egy írónak, hogy tragédiája tárgyául ilyen mai cselekményt válasszon, mint ez itt, ha az esemény abban az országban történt, ahol darabját be akarja mutatni, s azt sem ajánlanám, hogy olyan hősöket állítson a színpadra, akiket a nézők többsége személyesen is ismerhetett. A tragikus hősöket más szemmel kell nézni, mint általában azokat az embereket, akiket közelről láthatunk. Azt lehetne mondani, hogy a hősök iránt érzett tisztelet, a növekvő távolság mértékében növekszik, maior e longiquo reverential. A földrajzi távolság némileg helyrehozza a túlságos időbeli közelséget, mert a nép alig tesz különbséget a között, ami tőle ezer évnyire történt – ha szabad ezt mondanom – és a között, ami ezer mérföldnyire játszódott le.”
Bajazid c. dráma tartalmának rövid összefoglalása: Murád  szultán éppen hadakozik a perzsák ellen, a szerájbeliek pedig összeesküvést szőnek ellene, testvérét, a kevésbé zsarnoki természetű Bajazid személyében akarnak új szultánt állítani Roxánnal, a szultánával együtt. Ahmed, a nagyvezír a fejedelmi származású Atalíddal akarja összekötni életét, hogy még jobban biztosítsa jövendőbeli hatalmát. Mindegyik szereplő igyekszik érvényt szerezni saját értékeinek és érdekeinek, akár kompromisszumok, sőt ármányok által is. Atalíd, a fejedelmi származású nemes hölgy, Bajazid szerelmese próbál leginkább minden cselt bevetni, hogy kedvesét megmentse, de ez nem sikerül neki, a véletlen folytán Bajazid szerelmes levele Roxán kezéhez jut. A szultán tudomást szerez az udvarbeli ármányokról, s testvérével, Viharral megöleti kegyencnőjét, Roxánát, s Bajazid testvérüket. Ahmed, a nagyvezír elmenekül hajóin, hívja magával Atalídet is, de ő nem megy, szerelmi bánatában, amiért Bajazid életét nem tudta megóvni, öngyilkosságot követ el.
A drámát később Antonio Vivaldi zenésítette meg, operát írt belőle.